# Xanthesma lasiosomata
Xanthesma lasiosomata är en biart som beskrevs av Exley 1969. Xanthesma lasiosomata ingår i släktet Xanthesma och familjen korttungebin. Inga underarter finns listade i Catalogue of Life.

## Bildgalleri

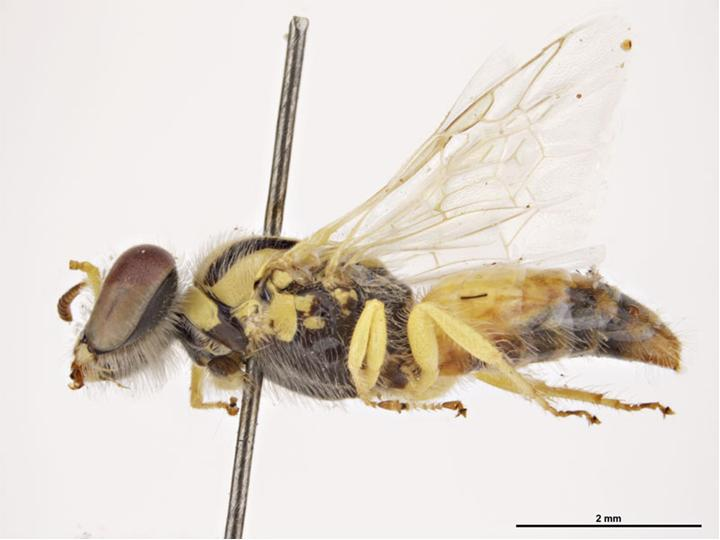